# Alejandro Casarín
Alejandro Casarín (15 de abril de 1840, Ciudad de México - mayo de 1907, Nueva York) fue un artista, poeta y militar mexicano de la segunda mitad del siglo XIX, especialmente reconocido por su obra escultórica, gráfica y decorativa, así como por su participación en la Guerra de Reforma bajo el mando del general Ignacio Zaragoza.

## Biografía

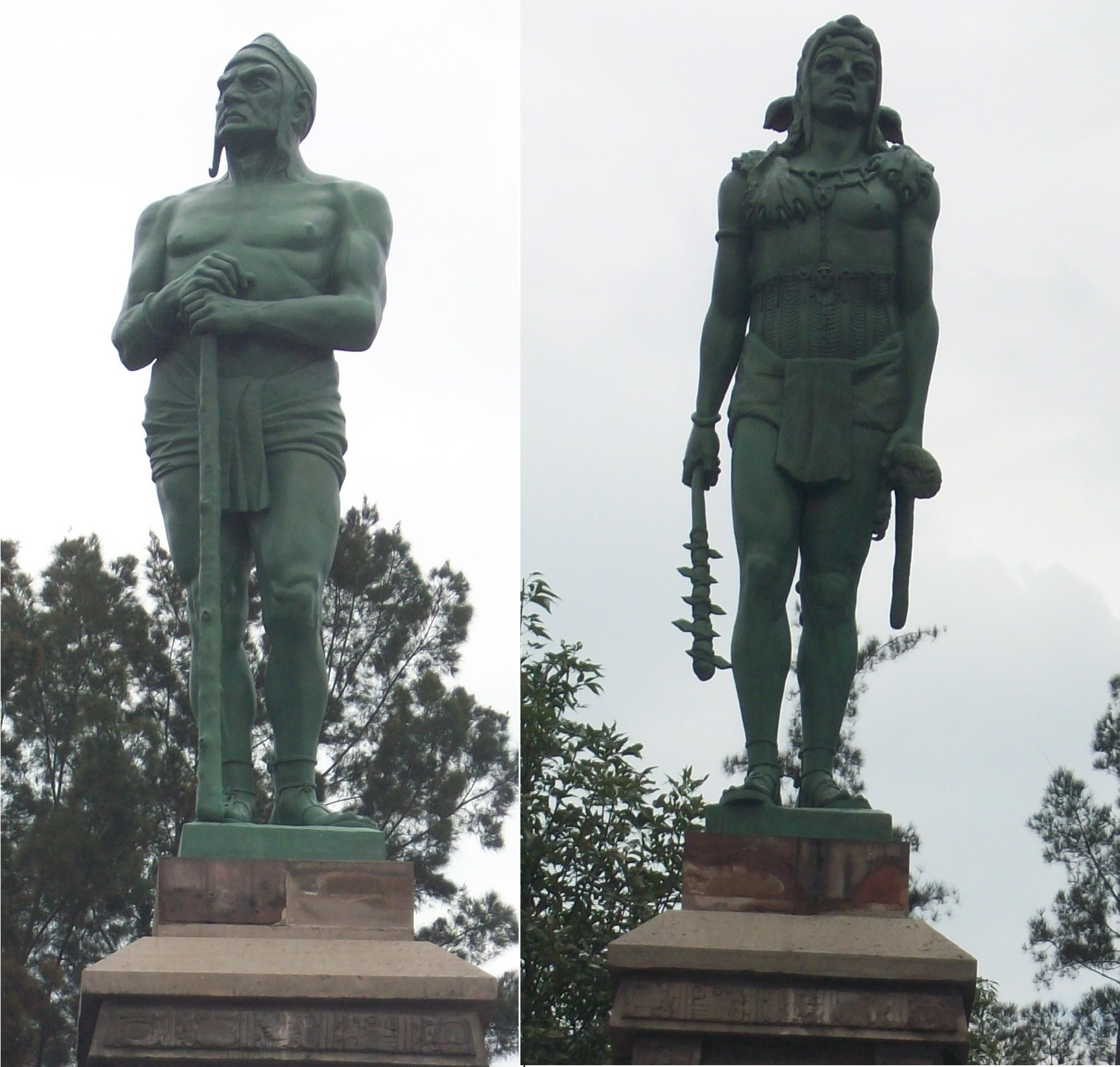
Esculturas de Izcóatl y Ahuizotl (Indios Verdes) de Casarín

Alejandro Casarín y Maniau nació en la Ciudad de México el año de 1840, siendo hijo del arquitecto Vicente Casarín y Montaño y de su esposa María de la Soledad Maniau y Mangino. Su abuelo paterno fue Joaquín Casarín y González-Salgueiro, último apartador de la plata de la Nueva España, y su abuelo materno, el xalapeño Juan Nepomuceno Maniau y Torquemada, fue hermano de Joaquín Maniau y Torquemada, diputado y presidente en las Cortes de Cádiz. 

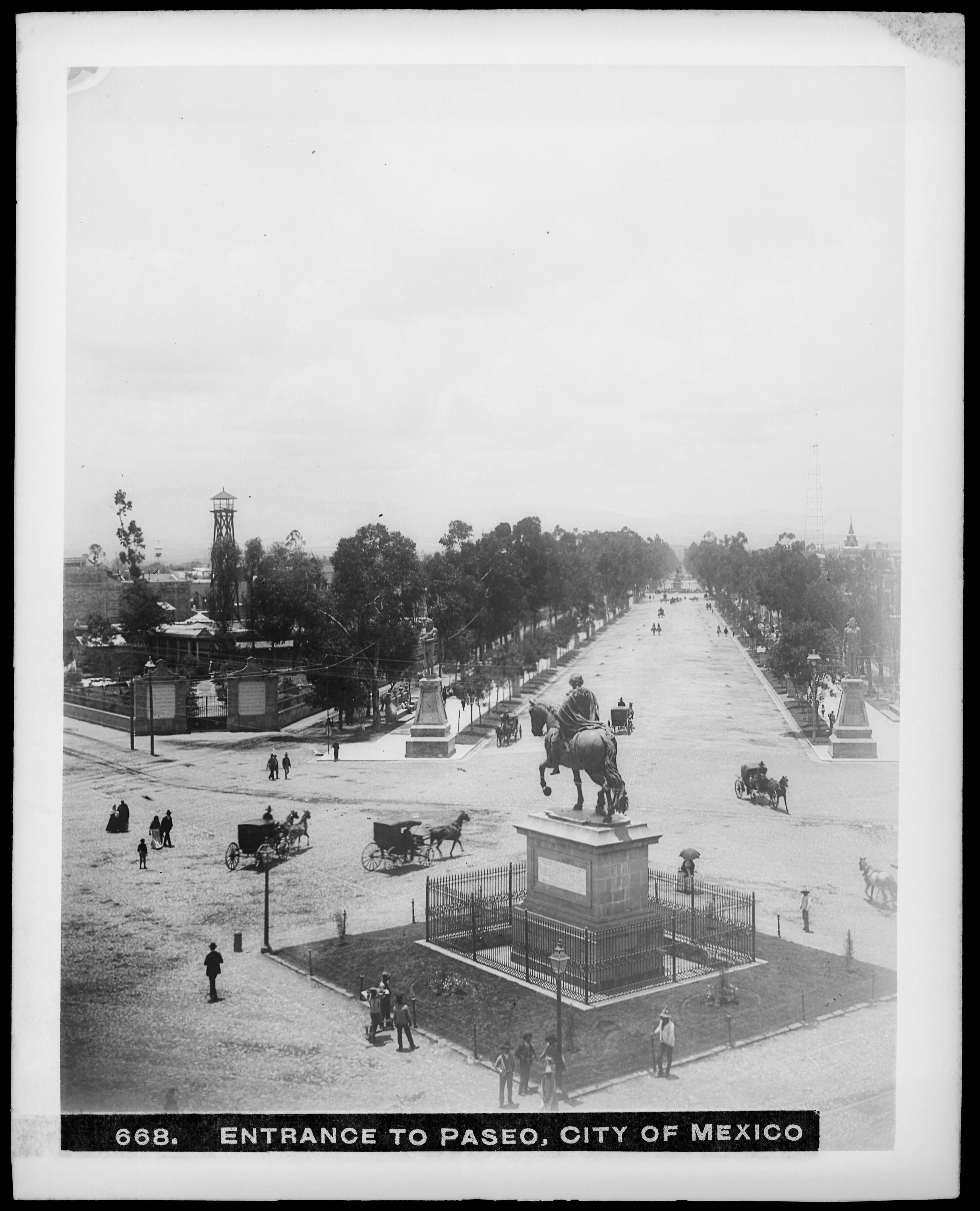
Entrada al Paseo de la Reforma flanqueada por las esculturas de Izcóatl y Ahuizotl (Indios Verdes) de Casarín.

Sirvió junto a sus primos Carlos R. Casarín, Joaquín M. Casarín (padre del general Joaquín V. Casarín) y José Saviñón de Haro, en la Guerra de Reforma, primero como capitán bajo el mando del general Ignacio Zaragoza, y luego como teniente coronel bajo el mando del general Jesús González Ortega, participando en la Batalla del 5 de Mayo, así como en la posterior defensa de la ciudad de Puebla de 1863, donde fue tomado prisionero por el ejército francés y enviado preso a Orizaba y luego al Puerto de Veracruz, para ser embarcado en la nave L'Orient a la ciudad de Tours, desde donde se trasladó a París por cuenta propia, permaneciendo en ella durante trece meses. Según reprodujo el académico Federico de Gamboa, el teniente coronel Casarín fue introducido en la corte francesa al emperador Napoleón III quien le habría permitido asistir como discípulo al taller de Ernest Meissonier, favorito de la corte.
De vuelta a México, se distinguió como pintor, exponiendo en la Academia Nacional de San Carlos, donde fue criticado por su excesivo parecido a su maestro Meissonier. Apoyado por Irineo Paz, realizó una importante labor como caricaturista político para diversas publicaciones de la Ciudad de México a través de diversos pseudónimos, incluidos Lira, Piquete, Púdico, Palomo, entre otros, ganándose con ello la oposición de los presidentes Juárez y Lerdo de Tejada, constante blanco de sus sátiras gráficas. Aun así, en 1871 recibió el encargo del gobierno, junto a los hermanos Manuel y Juan Islas, de una escultura de Miguel Hidalgo para ser colocada en el cruce de las calles Santa Isabel y Mariscala de la Ciudad de México. Meses más tarde, participó en las acciones militares derivadas del Plan de la Noria, lo que le valió la promoción a coronel, otorgada por el general Miguel Negrete.  Asimismo, desarrolló una exitosa empresa de fabricación de cerámicas y porcelanas diseñadas por él, a imitación de las de Meissen y Sèvres, expuestas en la Feria Nacional de 1875 y en la Feria Universal de Filadelfia, tras lo cual consiguió exportarlas a los Estados Unidos, financiando así sus labores artísticas. Fue miembro de las comisiones de Minería, Industria y Bellas Artes, así como de la Escuela Teórico-Práctica Militar
En 1885 fue comisionado para decorar los salones del Alcázar del Castillo de Chapultepec, y en 1888 para realizar las esculturas de los huey-tlatoanis mexicas Itzcóatl y Ahuizotl, conocidos como los Indios Verdes, para la Exposición Universal de París (1889), cuyo éxito les valieron un emplazamiento privilegiado en la entrada del Paseo de la Reforma. 

En una publicación de 1889 fue descrito como:
"...pintor de paisaje notable, un retratista al óleo completo, un elocuente copiador. Después fue moldeador, vaciador en bronce. Arquitecto notabilísimo, químico, botánico, en fin todo aquello que eleva al hombre, que los separa de los demás y los inmortaliza…Ha podido hacer una fortuna, ocupar grandes y elevados puestos…El dinero lo dilapida, lo derrocha en caridades, no ha llegado a metalizar su corazón que es franco y generoso en exceso."

Mi Patria (1889). Compendio Histórico. México. 
Tras enviudar en 1901 de su esposa Concepción García Arana, se mudó a Nueva York, atendiendo sus negocios y continuando con su labor de caricaturista para los periódicos Puck y Judge, falleciendo en dicha ciudad en mayo de 1907. Fue padre de Jorge Casarín.